# Bamapana
Dans la mythologie des Aborigènes d'Australie (plus particulièrement : Murngin), Bamapana est un dieu profanateur et obscène qui causa la discorde en commettant un inceste, brisant ainsi un grave tabou.